# Liga de Campeones de Baloncesto de las Américas 2019-20
La edición 2019-2020 de la Liga de Campeones de Baloncesto de las Américas (oficialmente y en inglés Basketball Champions League Americas) fue la primera edición del Liga de Campeones de baloncesto de las Américas. Contó con 12 equipos de todo el continente y el torneo reemplazó la Liga de las Américas.
Antes del inicio del torneo, cuando ya estaban previstos los participantes, Guaros de Lara se bajó de la competencia por motivos de incerteza económica y deportiva. Biguá de Uruguay fue invitado en su lugar. Otro equipo que se bajó del torneo fue Capitanes de Arecibo de Puerto Rico.
El torneo estuvo suspendido desde el 13 de marzo de 2020, cuando aun restaba disputarse un encuentro de semifinales, y se reanudó el 27 de octubre del mismo año. El torneo se definiría bajo un nuevo formato provisorio el 30 de octubre en Montevideo. Tras la reanudación, Quimsa de Argentina derrotó al Flamengo de Brasil en la final y se proclamó campeón.

## Equipos participantes

### Equipos
| País              | Equipo                             | Vía de clasificación |
| ----------------- | ---------------------------------- | --- |
| Argentina 3 cupos | San Lorenzo Instituto Quimsa       | Campeón de la Liga Nacional de Básquet 2018-19 Subcampeón de la Liga Nacional de Básquet 2018-19 Campeón del Torneo Súper 20 2018 |
| Brasil 3 cupos    | Flamengo Franca BC Mogi das Cruzes | Campeón del NBB 2018-19 Subcampeón del NBB 2018-19 3.° en el NBB 2018-19                                                          |
| Chile 1 cupo      | CD Valdivia                        | Campeón de la LNB 2018-19 |
| México 2 cupos    | Fuerza Regia Capitanes             | Campeón de la LNBP 2018-19 Subcampeón de la LNBP 2018-19                                                                          |
| Nicaragua 1 cupo  | Real Estelí                        | Invitado |
| Uruguay 1+1 cupos | Aguada Biguá                       | Campeón de la Liga Uruguaya de Básquetbol 2018-19 Invitado                                                                        |

## Formato de competencia
Los doce (12) equipos se sortean en cuatro (4) grupos de tres (3) equipos cada uno. Dentro de su grupo, los equipos se enfrentan todos contra todos una vez como local y otra como visitante, totalizando dos partidos en su estadio y un partido en el estadio de cada rival.
Una vez terminada esa ronda, los dos primeros equipos de cada grupo avanzan a los play-offs del torneo, que son series donde se emparejan los equipos y disputan eliminatorias al mejor de tres encuentros. Este formato se repite hasta la final, donde se define el campeón y además equipo clasificado a la Copa Intercontinental FIBA.
Ventanas
El torneo contará con distintas ventanas para jugar partidos ya que el formato indica que los partidos serán en el estadio de ambos equipos. Las ventanas propuestas para la primera edición son entre los días 28 de octubre a 1 de noviembre, 25 al 29 de noviembre y 16 al 20 de diciembre para la primera fase, 14 al 21 de enero para cuartos de final, 14 al 29 de febrero para las semifinales y 9 al 14 de marzo para la final.
Sorteo
El sorteo de los equipos se realizaria el sábado 21 de septiembre, pero después de la retirada de Guaros de Lara el día anterior, fue pospuesto hasta la confirmación de su reemplazo. Finalmente se realizó el 1 de octubre.
| Grupo A         | Grupo B   | Grupo C     | Grupo D      |
| --------------- | --------- | ----------- | ------------ |
| San Lorenzo     | Aguada    | Flamengo    | Fuerza Regia |
| Biguá           | Franca BC | Instituto   | Capitanes    |
| Mogi das Cruzes | Quimsa    | CD Valdivia | Real Estelí  |

## Primera ronda

### Grupo A
| Pos. | Equipo          | Pts | PJ | PG | PP | PF  | PC  | Dif |
| ---- | --------------- | --- | -- | -- | -- | --- | --- | --- |
| 1.   | San Lorenzo     | 8   | 4  | 4  | 0  | 390 | 335 | +55 |
| 2.   | Mogi das Cruzes | 6   | 4  | 2  | 2  | 339 | 355 | −16 |
| 3.   | Biguá           | 4   | 4  | 0  | 4  | 345 | 384 | −39 |

|  | Clasificado a la siguiente fase del torneo. |

Primera ventana
| 28 de octubre, 20:00 (UTC–3:00) | Mogi das Cruzes                              | 78–82                | San Lorenzo                                           | Mogi das Cruzes |  |
|                                 | Parciales: 26–20, 14–18, 22–17, 16–27        |                      |                                                       | |  |
|                                 | Estadísticas Fuzaro 23 Gruber 6 André Goes 8 | Reporte Pts Reb Asts | Estadísticas 18 Batista 8 Aguirre 3 González, Batista | Pabellón: Ginásio Municipal Professor Hugo Ramos Árbitros: Roberto Vázquez Julio Anaya Freile Kristian Páez Arteaga |  |

| 31 de octubre, 20:00 (UTC–3:00) | Biguá                                              | 91–97                | San Lorenzo                              | Montevideo                                                                                   |  |
|                                 | Parciales: 28–25, 18–26, 25–19, 16-17 (T.E.: 4-10) |                      |                                          |                                                                                              |  |
|                                 | Estadísticas Warren 22 Santos 9 Osimani 6          | Reporte Pts Reb Asts | Estadísticas 32 Tucker 9 Tucker 3 Tucker | Pabellón: Estadio de Biguá Árbitros: Daniel García Nieves Américo Rodríguez Sebastián Negrón |  |

Segunda ventana
| 25 de noviembre, 19:30 (UTC–3:00) | Biguá                                       | 90–92                | Mogi das Cruzes                            | Montevideo                                                                         |  |
|                                   | Parciales: 13–23, 19–21, 21–21, 37–27       |                      |                                            |                                                                                    |  |
|                                   | Estadísticas Warren 29 Warren 14 Osimani 10 | Reporte Pts Reb Asts | Estadísticas 21 Gruber 10 Gruber 10 Fúlvio | Pabellón: Estadio de Biguá Árbitros: Juan Fernández Leandro Lezcano Franco Ronconi |  |

| 28 de noviembre, 21:00 (UTC–3:00) | San Lorenzo                                                  | 107–78               | Mogi das Cruzes                                                | Buenos Aires                                                                                             |  |
|                                   | Parciales: 39–17, 31–15, 27–21, 10–25                        |                      |                                                                | |  |
|                                   | Estadísticas González 24 Batista 10 Mata, Aguirre, Vildoza 4 | Reporte Pts Reb Asts | Estadísticas 23 Fuzaro 9 Paranhos 3 Fúlvio, Gruber, André Goes | Pabellón: Polideportivo Roberto Pando Árbitros: Daniel García Nieves Gonzálo Salgueiro Felipe Valenzuela |  |

Tercera ventana
| 16 de diciembre, 20:00 (UTC–2:00) | Mogi das Cruzes                                        | 91–76                | Biguá                                     | Mogi das Cruzes                                                                                                |  |
|                                   | Parciales: 27–22, 23–18, 22–20, 19–16                  |                      |                                           | |  |
|                                   | Estadísticas Lucas 19 Paranhos 11 Fuzaro, André Goes 5 | Reporte Pts Reb Asts | Estadísticas 19 Warren 8 Warren 6 Zanotta | Pabellón: Ginásio Municipal Professor Hugo Ramos Árbitros: Daniel García Nieves Sebastián Negrón Danilo Molina |  |

| 19 de diciembre, 21:00 (UTC–3:00) | San Lorenzo                                            | 104–88               | Biguá                                                      | Buenos Aires                                                                                        |  |
|                                   | Parciales: 22–22, 29–22, 27–24, 26–20                  |                      |                                                            | |  |
|                                   | Estadísticas González 19 Williams 8 Aguirre, Vildoza 7 | Reporte Pts Reb Asts | Estadísticas 24 Santos 13 Santos 4 Zanotta, Álvarez, Rojas | Pabellón: Polideportivo Roberto Pando Árbitros: Marcos Benito Nicolás Flores Ávalos Alan dos Santos |  |

### Grupo B
| Pos. | Equipo    | Pts | PJ | PG | PP | PF  | PC  | Dif |
| ---- | --------- | --- | -- | -- | -- | --- | --- | --- |
| 1.   | Quimsa    | 7   | 4  | 3  | 1  | 367 | 330 | +37 |
| 2.   | Franca BC | 6   | 4  | 2  | 2  | 349 | 324 | +25 |
| 3.   | Aguada    | 5   | 4  | 1  | 3  | 308 | 370 | −62 |

|  | Clasificado a la siguiente fase del torneo. |

Primera ventana
| 29 de octubre, 21:30 (UTC–3:00) | Quimsa                                                | 87–61                | Aguada                                       | Santiago del Estero                                                                               |  |
|                                 | Parciales: 24–16, 18–9, 25–19, 20–17                  |                      |                                              |                                                                                                   |  |
|                                 | Estadísticas Robinson 18 Ravenel, Romero 6 Cosolito 5 | Reporte Pts Reb Asts | Estadísticas 28 Roberts 7 Roberts 4 Pereiras | Pabellón: Estadio Ciudad Árbitros: Jesed Díaz Krishna Domínguez Viveros Felipe Valenzuela Barrera |  |

| 1 de noviembre, 19:30 (UTC–3:00) | Franca BC                                                                      | 95–94                | Aguada                                             | Franca                                                                                |  |
|                                  | Parciales: 24–22, 29–22, 22–22, 20–28                                          |                      |                                                    |                                                                                       |  |
|                                  | Estadísticas Jackson 20 Jackson, De Oliveira, Hettsheimeir 5 Parodi, Jackson 5 | Reporte Pts Reb Asts | Estadísticas 30 Roberts 9 Roberts 7 García Morales | Pabellón: Pedrocão Árbitros: Roberto Vázquez Julio Anaya Freile Kristian Páez Arteaga |  |

Segunda ventana
| 26 de noviembre, 19:30 (UTC–3:00) | Franca BC                                      | 74–82                | Quimsa                                                 | Franca                                                                                       |  |
|                                   | Parciales: 18–21, 14–18, 21–21, 21–22          |                      |                                                        |                                                                                              |  |
|                                   | Estadísticas Jackson 23 Lucas Dias 8 Jackson 6 | Reporte Pts Reb Asts | Estadísticas 21 Robinson 7 Robinson, Romero 4 Brussino | Pabellón: Pedrocão Árbitros: Andrés Bartel Maina Carlos Peralta Ortega Nicolás Flores Ávalos |  |

| 29 de noviembre, 19:00 (UTC–3:00) | Aguada                                                 | 103–100              | Quimsa                                                   | Montevideo                                                                      |  |
|                                   | Parciales: 18–17, 22–25, 25–16, 23–30 (T.E.: 8–8, 7–4) |                      |                                                          |                                                                                 |  |
|                                   | Estadísticas Roberts 26 Roberts 9 García Morales 6     | Reporte Pts Reb Asts | Estadísticas 22 Robinson, Ravenel 12 Cosolito 6 Cosolito | Pabellón: Palacio Peñarol Árbitros: Andreia Silva Sebastián Negron Cauan Santos |  |

Tercera ventana
| 17 de diciembre, 21:30 (UTC–3:00) | Quimsa                                      | 98–92                | Franca BC                                         | Santiago del Estero                                                                             |  |
|                                   | Parciales: 19–26, 28–18, 21–23, 30–25       |                      |                                                   |                                                                                                 |  |
|                                   | Estadísticas Robinson 27 Ravenel 7 Romero 4 | Reporte Pts Reb Asts | Estadísticas 28 Lucas Dias 13 Lucas Dias 8 Parodi | Pabellón: Estadio Ciudad Árbitros: Andrés Bartel Maina Carlos Peralta Ortega Rodrigo Mejía Mesa |  |

| 20 de diciembre, 19:00 (UTC–3:00) | Aguada                                   | 50–88                | Franca BC                                    | Montevideo                                                                               |  |
|                                   | Parciales: 20–33, 5–21, 10–21, 15–13     |                      |                                              |                                                                                          |  |
|                                   | Estadísticas Bavosi 11 Bavosi 6 Bavosi 3 | Reporte Pts Reb Asts | Estadísticas 21 Jackson 8 Guilherme 7 Parodi | Pabellón: Palacio Peñarol Árbitros: Daniel García Nieves Leonardo Zalazar Franco Ronconi |  |

### Grupo C
| Pos. | Equipo      | Pts | PJ | PG | PP | PF  | PC  | Dif |
| ---- | ----------- | --- | -- | -- | -- | --- | --- | --- |
| 1.   | Flamengo    | 8   | 4  | 4  | 0  | 338 | 301 | +37 |
| 2.   | Instituto   | 6   | 4  | 2  | 2  | 325 | 308 | +17 |
| 3.   | CD Valdivia | 4   | 4  | 0  | 4  | 294 | 348 | –54 |

|  | Clasificado a la siguiente fase del torneo. |

Primera ventana
| 1 de noviembre, 21:30 (UTC–3:00) | Instituto                                        | 75–83                | Flamengo                                  | Córdoba                                                                                                  |  |
|                                  | Parciales: 14–25, 21–12, 18–22, 22–24            |                      |                                           | |  |
|                                  | Estadísticas Davis 24 Espinoza 9 Scala, Cuello 3 | Reporte Pts Reb Asts | Estadísticas 21 Balbi 8 Mineiro 5 Mineiro | Pabellón: Estadio Ángel Sandrín Árbitros: Jesed Díaz Krishna Domínguez Viveros Felipe Valenzuela Barrera |  |

| 26 de noviembre, 21:30 (UTC–3:00) | Instituto                                       | 92–67                | CD Valdivia                                          | Córdoba                                                                                           |  |
|                                   | Parciales: 26–19, 24–20, 19–15, 23–13           |                      |                                                      |                                                                                                   |  |
|                                   | Estadísticas Davis 30 Clancy, Jr. 10 Espinoza 5 | Reporte Pts Reb Asts | Estadísticas 18 Alessio 7 Alessio 2 Madden, O'Bannon | Pabellón: Estadio Ángel Sandrín Árbitros: Marcos Benito Fernando Cavalcante Leite Alan dos Santos |  |

Segunda ventana
| 29 de noviembre, 20:15 (UTC–2:00) | Flamengo                                              | 82–71                | CD Valdivia                                | Río de Janeiro                                                                              |  |
|                                   | Parciales: 24–18, 18–15, 25–21, 15–17                 |                      |                                            |                                                                                             |  |
|                                   | Estadísticas Olivinha 17 Vargas 9 Balbi, Marquinhos 6 | Reporte Pts Reb Asts | Estadísticas 18 Madden 8 Madden 6 Ferreyra | Pabellón: Carioca Arena 1 Árbitros: Fabricio Vito Andrés Bartel Maina Carlos Peralta Ortega |  |

| 13 de diciembre, 19:00 (UTC–3:00) | CD Valdivia                                       | 79–92                | Flamengo                                    | Valdivia |  |
|                                   | Parciales: 18–23, 20–23, 17–29, 24–17             |                      |                                             | |  |
|                                   | Estadísticas Fisher-Davis 22 Alessio 9 Ferreyra 8 | Reporte Pts Reb Asts | Estadísticas 15 Marquinhos 8 Vargas 7 Balbi | Pabellón: Coliseo Municipal Antonio Azurmendy Riveros Árbitros: Rodrigo Mejía Mesa Carlos Peralta Ortega Carlos Vélez Londoño |  |

Tercera ventana
| 17 de diciembre, 19:00 (UTC–3:00) | CD Valdivia                                        | 77–82                | Instituto                                 | Valdivia |  |
|                                   | Parciales: 27–21, 15–21, 20–21, 15–19              |                      |                                           | |  |
|                                   | Estadísticas Fisher-Davis 21 Alessio 10 Ferreyra 9 | Reporte Pts Reb Asts | Estadísticas 31 Davis 11 Espinoza 4 Scala | Pabellón: Coliseo Municipal Antonio Azurmendy Riveros Árbitros: Andreia Silva Ramiro Marques Inchauspe Fernando Cavalcante Leite |  |

| 20 de diciembre, 21:30 (UTC–2:00) | Flamengo                                 | 81–76                | Instituto                                 | Río de Janeiro                                                                             |  |
|                                   | Parciales: 21–10, 21–26, 27–21, 12–19    |                      |                                           |                                                                                            |  |
|                                   | Estadísticas Balbi 20 Mineiro 12 Balbi 4 | Reporte Pts Reb Asts | Estadísticas 23 Romano 6 Espinoza 4 Davis | Pabellón: HSBC Arena Árbitros: Andrés Bartel Maina Gonzalo Salgueiro Kristian Paez Arteaga |  |

### Grupo D
| Pos. | Equipo                           | Pts | PJ | PG | PP | PF  | PC  | Dif |
| ---- | -------------------------------- | --- | -- | -- | -- | --- | --- | --- |
| 1.   | Real Estelí                      | 8   | 4  | 4  | 0  | 381 | 331 | +50 |
| 2.   | Fuerza Regia de Monterrey        | 5   | 4  | 1  | 3  | 327 | 348 | −21 |
| 3.   | Capitanes de la Ciudad de México | 5   | 4  | 1  | 3  | 335 | 364 | −29 |

|  | Clasificado a la siguiente fase del torneo. |

Primera ventana
| 28 de octubre, 20:00 (UTC–7:00) | Capitanes                                 | 89–95                | Real Estelí                                 | Chihuahua |  |
|                                 | Parciales: 20–25, 22–20, 22–24, 25–26     |                      |                                             | |  |
|                                 | Estadísticas Glaze 32 Glaze 8 Gutiérrez 5 | Reporte Pts Reb Asts | Estadísticas 24 De Jesús 7 Cacho 4 De Jesús | Pabellón: Estadio Rodrigo M. Quevedo Árbitros: Alexis Mercado Pacheco Roberto Mota Inoa Mauricio Chinchilla Picado |  |

| 31 de octubre, 20:00 (UTC–7:00) | Capitanes                                   | 97–93                | Fuerza Regia                                         | Chihuahua |  |
|                                 | Parciales: 24–33, 24–19, 27–23, 22–18       |                      |                                                      | |  |
|                                 | Estadísticas Gutiérrez 26 Glaze 8 Delgado 7 | Reporte Pts Reb Asts | Estadísticas 38 De Haro 7 Trinidad Arias 6 Andriassi | Pabellón: Estadio Rodrigo M. Quevedo Árbitros: Omar Bermúdez Mariscal Gabriel Ramírez Leal Alberto Achutegui López |  |

Segunda ventana
| 25 de noviembre, 18:45 (UTC–6:00) | Real Estelí                                     | 90–65                | Fuerza Regia                                    | Managua |  |
|                                   | Parciales: 17–22, 18–15, 32–12, 23–16           |                      |                                                 | |  |
|                                   | Estadísticas De Jesús 19 Akindele 11 Akindele 5 | Reporte Pts Reb Asts | Estadísticas 21 De Haro 10 Arellano 5 Andriassi | Pabellón: Polideportivo Alexis Argüello Árbitros: Julio Anaya Freile Mauricio Chinchilla Picado Jarby Loaiza Soto |  |

| 28 de noviembre, 20:00 (UTC–6:00) | Real Estelí                                     | 99–85                | Capitanes                                                | Managua                                                                                               |  |
|                                   | Parciales: 17–19, 35–17, 24–13, 23–36           |                      |                                                          | |  |
|                                   | Estadísticas Durán, Gastón 18 Ruíz 11 McGuire 9 | Reporte Pts Reb Asts | Estadísticas 28 Calatayud 11 Hall Jr. 3 Santana, Rosales | Pabellón: Polideportivo Alexis Argüello Árbitros: Roberto Vázquez José Fernández Carlos Vélez Londoño |  |

Tercera ventana
| 16 de diciembre, 20:30 (UTC–6:00) | Fuerza Regia                                                          | 92–97                | Real Estelí                               | Monterrey                                                                                                 |  |
|                                   | Parciales: 27–28, 23–24, 20–21, 22–24                                 |                      |                                           | |  |
|                                   | Estadísticas Vázquez 19 Vázquez, Emilio Arellano 7 Vázquez, De Haro 5 | Reporte Pts Reb Asts | Estadísticas 19 Ruíz 11 Gastón 7 De Jesús | Pabellón: Gimnasio Nuevo León Independiente Árbitros: Jesed Díaz Roberto Mota Inoa Johnny Batista Palermo |  |

| 19 de diciembre, 20:30 (UTC–6:00) | Fuerza Regia                              | 77–64                | Capitanes                                          | Monterrey |  |
|                                   | Parciales: 13–16, 24–12, 22–15, 18–21     |                      |                                                    | |  |
|                                   | Estadísticas Cortés 21 Ibarra 14 Cortés 4 | Reporte Pts Reb Asts | Estadísticas 19 Calatayud 10 Calatayud 3 Calatayud | Pabellón: Gimnasio Nuevo León Independiente Árbitros: Julio Anaya Freile Alexis Mercado Pacheco José Fernández |  |

## Segunda ronda, play-offs

### Cuadro
|  | Cuartos de final | Cuartos de final | Cuartos de final | Cuartos de final |         |             | Semifinales | Semifinales | Semifinales | Semifinales |  |        | Final | Final   | Final   | Final |  |
|  |                  |                  |                  |                  |         |             |             |             |             |             |  |        |       |         |         |       |  |
|  |                  |                  |                  |                  |         |             |             |             |             |             |  |        |       |         |         |       |  |
|  | San Lorenzo      | 59               | 91               | 75               |         |             |             |             |             |             |  |        |       |         |         |       |  |
|  | San Lorenzo      | 59               | 91               | 75               |         |             |             |             |             |             |  |        |       |         |         |       |  |
|  | Franca BC        | 75               | 76               | 73               |         |             |             |             |             |             |  |        |       |         |         |       |  |
|  | Franca BC        | 75               | 76               | 73               |         | San Lorenzo | 84          | 100         | 97          |             |  |        |       |         |         |       |  |
|  |                  |                  |                  |                  |         | San Lorenzo | 84          | 100         | 97          |             |  |        |       |         |         |       |  |
|  |                  |                  | Quimsa           | 91               | 87      | 110         |             |             |             |             |  |        |       |         |         |       |  |
|  | Quimsa           | 90               | Quimsa           | 91               | 87      | 110         | 96          | –           |             |             |  |        |       |         |         |       |  |
|  | Quimsa           | 90               |                  |                  |         |             |             |             |             |             |  |        |       |         |         |       |  |
|  | Mogi das Cruzes  | 84               | 83               | –                |         |             |             |             |             |             |  |        |       |         |         |       |  |
|  | Mogi das Cruzes  | 84               | 83               | –                |         |             |             |             |             |             |  | Quimsa | 92    | [ n 2 ] | [ n 2 ] |       |  |
|  |                  |                  |                  |                  |         |             |             |             |             |             |  | Quimsa | 92    | [ n 2 ] | [ n 2 ] |       |  |
|  |                  |                  | Flamengo         | 86               | [ n 2 ] | [ n 2 ]     |             |             |             |             |  |        |       |         |         |       |  |
|  | Flamengo         | 90               | Flamengo         | 86               | [ n 2 ] | [ n 2 ]     | 103         | –           |             |             |  |        |       |         |         |       |  |
|  | Flamengo         | 90               |                  |                  |         |             |             |             |             |             |  |        |       |         |         |       |  |
|  | Fuerza Regia     | 67               | 76               | –                |         |             |             |             |             |             |  |        |       |         |         |       |  |
|  | Fuerza Regia     | 67               | 76               | –                |         | Flamengo    | 63          | 66          | –           |             |  |        |       |         |         |       |  |
|  |                  |                  |                  |                  |         | Flamengo    | 63          | 66          | –           |             |  |        |       |         |         |       |  |
|  |                  |                  | Instituto        | 54               | 64      | –           |             |             |             |             |  |        |       |         |         |       |  |
|  | Real Estelí      | 80               | Instituto        | 54               | 64      | –           | 87          | 85          |             |             |  |        |       |         |         |       |  |
|  | Real Estelí      | 80               |                  |                  |         |             |             |             |             |             |  |        |       |         |         |       |  |
|  | Instituto        | 88               | 85               | 90               |         |             |             |             |             |             |  |        |       |         |         |       |  |
|  | Instituto        | 88               | 85               | 90               |         |             |             |             |             |             |  |        |       |         |         |       |  |
|  |                  |                  |                  |                  |         |             |             |             |             |             |  |        |       |         |         |       |  |

### Cuartos de final

##### San Lorenzo - Franca BC
| 14 de enero, 19:30 (UTC–3:00) | Franca BC                                            | 75–59                | San Lorenzo                                                   | Franca                                                                               |  |
|                               | Parciales: 17–15, 21–20, 20–13, 17–11                |                      |                                                               |                                                                                      |  |
|                               | Estadísticas Hettsheimeir 19 Hettsheimeir 9 Elinho 8 | Reporte Pts Reb Asts | Estadísticas 12 Batista 8 Tucker, Batista 2 González, Batista | Pabellón: Pedrocão Árbitros: Roberto Vázquez Carlos Peralta Ortega Gonzálo Salgueiro |  |

| 18 de enero, 20:00 (UTC–3:00) | San Lorenzo                                                          | 91–76                | Franca BC                                     | Buenos Aires                                                                                    |  |
|                               | Parciales: 25–17, 19–16, 25–20, 22–23                                |                      |                                               |                                                                                                 |  |
|                               | Estadísticas González 16 Batista 7 Tucker, Mata, González, Vildoza 3 | Reporte Pts Reb Asts | Estadísticas 16 Jackson 10 Guilherme 5 Elinho | Pabellón: Polideportivo Roberto Pando Árbitros: Andrés Bartel Maina Jesed Díaz Sebastián Negrón |  |

| 20 de enero, 20:00 (UTC–3:00) | San Lorenzo                                                 | 75–73                | Franca BC                                                 | Buenos Aires |  |
|                               | Parciales: 17–26, 18–11, 19–15, 21–21                       |                      |                                                           | |  |
|                               | Estadísticas González 20 Mata 7 Aguirre, González, Piñero 3 | Reporte Pts Reb Asts | Estadísticas 19 Lucas Dias 7 Lucas Dias, Jackson 6 Elinho | Pabellón: Polideportivo Roberto Pando Árbitros: Andrés Bartel Maina Daniel García Nieves Alexis Mercado Pacheco |  |

##### Quimsa - Mogi das Cruzes
| 15 de enero, 20:00 (UTC–3:00) | Mogi das Cruzes                                     | 84–90                | Quimsa                                                          | Mogi das Cruzes |  |
|                               | Parciales: 17–25, 19–30, 17–20, 31–15               |                      |                                                                 | |  |
|                               | Estadísticas Fuzaro 26 Paranhos 13 Fúlvio, Fuzaro 4 | Reporte Pts Reb Asts | Estadísticas 23 Robinson 7 Brussino, Ravenel, Romero 9 Brussino | Pabellón: Ginásio Municipal Professor Hugo Ramos Árbitros: Andrés Bartel Maina Daniel García Nieves Kristian Páez Arteaga |  |

| 19 de enero, 22:00 (UTC–3:00) | Quimsa                                         | 96–83                | Mogi das Cruzes                            | Santiago del Estero                                                                           |  |
|                               | Parciales: 21–24, 22–17, 27–22, 26–20          |                      |                                            |                                                                                               |  |
|                               | Estadísticas Gramajo 15 Robinson 7 Robinson 11 | Reporte Pts Reb Asts | Estadísticas 22 Fuzaro 9 Paranhos 4 Fuzaro | Pabellón: Estadio Ciudad Árbitros: Rodrigo Mejía Mesa Carlos Peralta Ortega Gonzálo Salgueiro |  |

##### Flamengo - Fuerza Regia
| 16 de enero, 22:30 (UTC–6:00) | Fuerza Regia                                            | 67–90                | Flamengo                                  | Monterrey |  |
|                               | Parciales: 15–28, 16–20, 22–19, 14–23                   |                      |                                           | |  |
|                               | Estadísticas Hays, Gutiérrez 11 Gutiérrez 8 Rodríguez 9 | Reporte Pts Reb Asts | Estadísticas 20 Vargas 9 Olivinha 8 Balbi | Pabellón: Gimnasio Nuevo León Independiente Árbitros: Julio Anaya Freile Alexis Mercado Pacheco José Fernández |  |

| 19 de enero, 19:30 (UTC–3:00) | Flamengo                                        | 103–76               | Fuerza Regia                               | Río de Janeiro                                                                   |  |
|                               | Parciales: 34–15, 14–23, 29–15, 26–23           |                      |                                            |                                                                                  |  |
|                               | Estadísticas Marquinhos 18 Olivinha 13 Balbi 12 | Reporte Pts Reb Asts | Estadísticas 30 Hays 10 Gutiérrez 4 Zesati | Pabellón: Arena Carioca 1 Árbitros: Fabricio Vito Leandro Lezcano Franco Ronconi |  |

##### Real Estelí - Instituto
| 14 de enero, 22:00 (UTC–3:00) | Instituto                                             | 88–80                | Real Estelí                                         | Córdoba                                                                                          |  |
|                               | Parciales: 18–12, 25–16, 27–26, 18–26                 |                      |                                                     |                                                                                                  |  |
|                               | Estadísticas Cuello 28 Clancy Jr, Espinoza 9 Whelan 8 | Reporte Pts Reb Asts | Estadísticas 32 De Jesús 13 López 2 Cacho, De Jesús | Pabellón: Gimnasio Ángel Sandrín Árbitros: Marcos Benito Andreia Silva Fernando Cavalcante Leite |  |

| 18 de enero, 22:30 (UTC–6:00) | Real Estelí                                   | 87–85                | Instituto                                | Managua |  |
|                               | Parciales: 20–17, 21–26, 17–20, 29–22         |                      |                                          | |  |
|                               | Estadísticas De Jesús 27 Gaston 12 De Jesús 4 | Reporte Pts Reb Asts | Estadísticas 27 Davis 7 Espinoza 4 Davis | Pabellón: Polideportivo Alexis Argüello Árbitros: Cristiano Maranho Julio Anaya Freile Carlos Vélez Londoño |  |

| 20 de enero, 22:30 (UTC–6:00) | Real Estelí                                  | 85–90                | Instituto                                                 | Managua                                             |  |
|                               | Parciales: 22–23, 13–22, 26–16, 24–29        |                      |                                                           |                                                     |  |
|                               | Estadísticas De Jesús 23 López 11 De Jesús 5 | Reporte Pts Reb Asts | Estadísticas 22 Davis 5 Romano, Davis, Clancy Jr 4 Cuello | Pabellón: Polideportivo Alexis Argüello Árbitros: * |  |

### Semifinales

##### Quimsa - San Lorenzo
| 9 de marzo, 19:30 (UTC–3:00) | San Lorenzo                                | 84–91                | Quimsa                                          | Buenos Aires                                                                                    |  |
|                              | Parciales: 25–21, 23–14, 17–31, 19–25      |                      |                                                 |                                                                                                 |  |
|                              | Estadísticas Tucker 19 Batista 7 Aguirre 5 | Reporte Pts Reb Asts | Estadísticas 25 Robinson 10 Robinson 5 Cosolito | Pabellón: Polideportivo Roberto Pando Árbitros: Cristiano Maranho Fabricio Vito Leandro Lezcano |  |

| 12 de marzo, 22:00 (UTC–3:00) | Quimsa                                | 87–100  | San Lorenzo | Santiago del Estero                                                                 |  |
|                               | Parciales: 16–29, 27–27, 29–25, 15–19 |         |             |                                                                                     |  |
|                               |                                       | Reporte |             | Pabellón: Estadio Ciudad Árbitros: Juan Fernández Andrés Bartel Maina Danilo Molina |  |

| 27 de octubre, 17:00 (UTC–3:00) | Quimsa                                                | 110–97               | San Lorenzo                                  | Buenos Aires                                                                              |  |
|                                 | Parciales: 18–26, 18–22, 29–22, 26–21 (T.E.: 19–6)    |                      |                                              |                                                                                           |  |
|                                 | Estadísticas Ramírez Barrios 22 Cosolito 7 Cosolito 4 | Reporte Pts Reb Asts | Estadísticas 22 Vildoza 11 Montero 6 Vildoza | Pabellón: Estadio Obras Sanitarias Árbitros: Fabricio Vito Juan Fernández Leandro Lezcano |  |

##### Flamengo - Instituto
| 9 de marzo, 22:00 (UTC–3:00) | Instituto                                | 54–63                | Flamengo                                     | Córdoba                                                                                               |  |
|                              | Parciales: 17–24, 11–11, 8–18, 18–10     |                      |                                              | |  |
|                              | Estadísticas Whelan 18 Jordan 8 Whelan 3 | Reporte Pts Reb Asts | Estadísticas 20 Olivinha 10 Olivinha 6 Balbi | Pabellón: Estadio Ángel Sandrín Árbitros: Andrés Bartel Maina Carlos Peralta Ortega Felipe Valenzuela |  |

| 12 de marzo, 19:30 (UTC–3:00) | Flamengo                             | 66–64   | Instituto | Río de Janeiro                             |  |
|                               | Parciales: 12–19, 9–22, 19–11, 26–12 |         |           |                                            |  |
|                               |                                      | Reporte |           | Pabellón: Gimnasio Maracanãzinho Árbitros: |  |

### Final[n 2]

##### Quimsa - Flamengo
| 30 de octubre, 20:00 (UTC–3:00) | Quimsa                                               | 92–86                | Flamengo                              | Montevideo |  |
|                                 | Parciales: 27–19, 23–24, 13–25, 29–18                |                      |                                       | |  |
|                                 | Estadísticas Robinson 26 Ramírez Barrios 8 Copello 3 | Reporte Pts Reb Asts | Estadísticas 20 Sousa 6 Balbi 5 Balbi | Pabellón: Antel Arena Árbitros: * Gonzalo Salgueiro * Andrés Bartel * Carlos Peralta Televisión: DirecTV Sports |  |

## Estadísticas

### Equipos ideales
Fase regular
| Primera ventana - Franco Balbi, base, Flamengo - Brandon Robinson, escolta, Quimsa - Grandy Glaze, alero, Capitanes de la Ciudad de México - Lee Roberts, ala-pívot, Aguada - Esteban Batista, pívot, San Lorenzo (BA) - José Vildoza, sexto hombre, San Lorenzo (BA) | Segunda ventana - Jezreel De Jesús, base, Real Estelí - Brandon Robinson, escolta, Quimsa - Dwayne Davis, alero, Instituto - Lee Roberts, ala-pívot, Aguada - Ismael Romero, pívot, Quimsa | Tercera ventana - Luciano Parodi, base, Franca BC - David Jackson, escolta, Franca BC - Danilo Fuzaro, alero, Mogi das Cruzes - Carlos Olivinha, ala-pívot, Flamengo - Joshua Ibarra, pívot, Fuerza Regia de Monterrey |

Play-offs
| Cuartos de final - Juan Brussino, base, Quimsa - Jezreel De Jesús, base, Real Estelí - Marquinhos, alero, Flamengo - Nicolás Romano, ala-pívot, Instituto - Eloy Vargas, pívot, Flamengo |